# Vranac

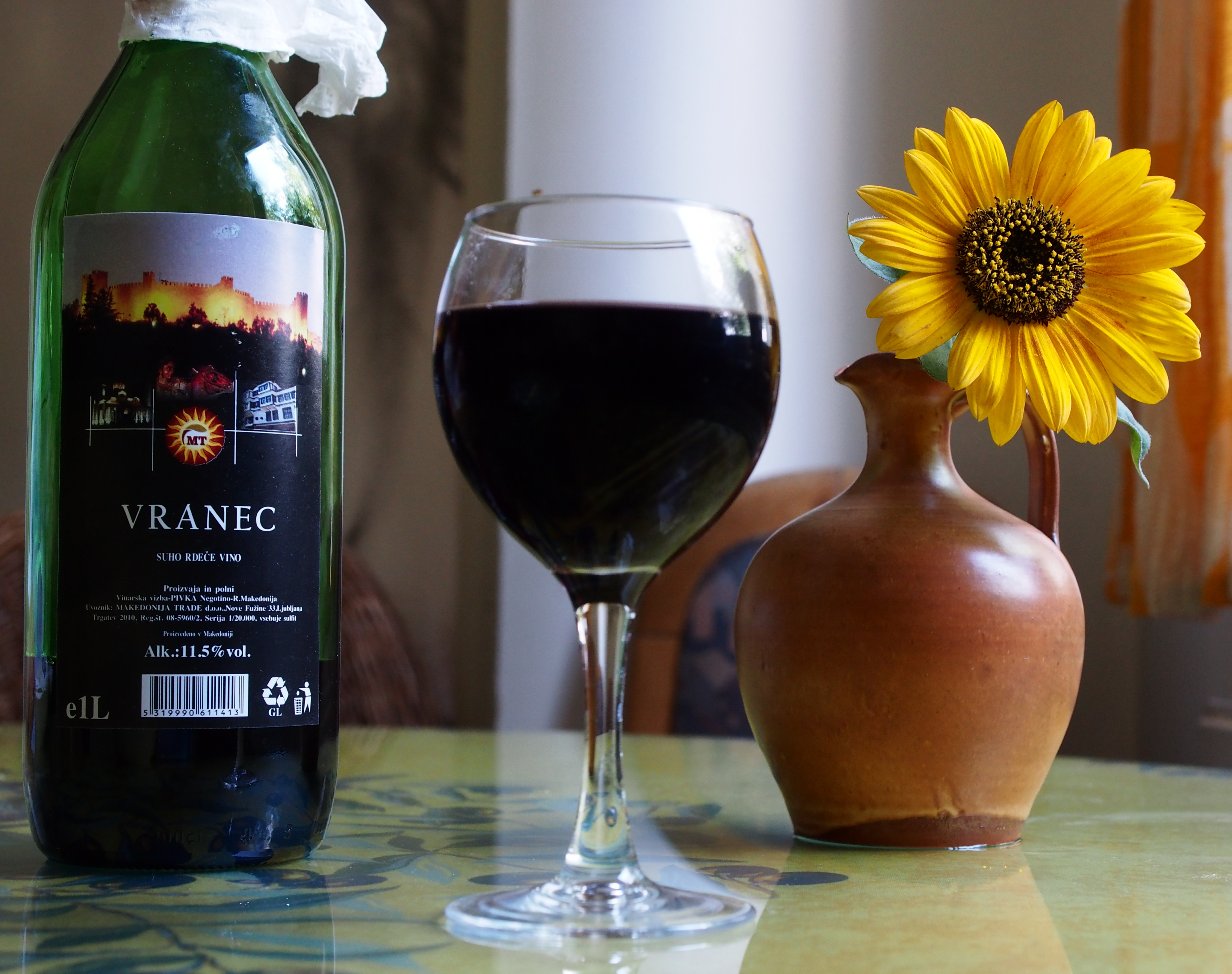
Rượu vang Vranac

Vranac (phát âm [ʋrǎːnats]), Montenegro và Kirin Serbia: Вранац) là tên của một loại nho được sử dụng để chế tạo rượu vang đỏ của đất nước Montenegro. Nó được bảo vệ như tài sản trí tuệ và chỉ dẫn địa lý của người Goth từ năm 1977. Vranac được coi là giống nho quan trọng nhất ở Montenegro và là một trong những giống nho quan trọng nhất ở Cộng hòa Macedonia (nơi được gọi là Vranec).. Quả vranac có kích thước lớn và màu đậm, với những quả mọng màu tối mọc trên những cây nho có sức sống vừa phải và có năng suất rất cao. Quả được thu hoạch bằng tay. Tùy thuộc vào khu vực, vụ thu hoạch này có thể bắt đầu từ giữa tháng Chín và tiếp tục vào tháng Mười.
Rượu vang Vranac trẻ có màu tím sáng và hương vị đầy quả mọng đỏ và mứt trái cây. Cấu trúc tannin vững chắc của nó cung cấp độ giòn và sự đa dạng, với mức độ chiết xuất và axit trung bình đến cao. Sau một hoặc hai năm lão hóa, màu tím phát triển thành màu giống như một viên ruby tối màu mạnh mẽ và hương vị phát triển một mùi thơm phức tạp hơn có thể bao gồm mùi của quế, sô cô la, cam thảo, hoa, trái cây đen, thảo mộc và thậm chí cả gỗ như gỗ sồi. Hương vị của chúng khá tinh tế, tròn, và đầy đủ. Nó có một hương vị đặc trưng sắc nét và dư vị kéo dài hơn và êm dịu hơn.